# Ała Cuper
Ała Piatrouna Cuper (biał. Ала Пятроўна Цупер; ros. Алла Петровна Цупер, Ałła Petrowna Cuper; ukr. Алла Петрівна Цупер, Ałła Petriwna Cuper; ur. 16 kwietnia 1979 w Równem) – białoruska narciarka dowolna, specjalizująca się w skokach akrobatycznych reprezentująca wcześniej Ukrainę.

## Kariera sportowa
Mistrzyni olimpijska w skokach akrobatycznych, tytuł ten wywalczyła na igrzyskach w Soczi. Była też między innymi czwarta na mistrzostwach świata w Madonna di Campiglio, przegrywając walkę o podium z Jacqui Cooper z Australii. Najlepsze wyniki w Pucharze Świata osiągnęła w sezonie 2001/2002, a w klasyfikacji skoków zdobyła Małą Kryształową Kulę. Rok wcześniej była trzecia, w klasyfikacji skoków zajęła drugie miejsce. Ponadto w sezonie 2005/2006 także była druga, a w sezonie 2007/2008 zajęła trzecie miejsce w tej klasyfikacji.

## Osiągnięcia

### Igrzyska olimpijskie
| Miejsce | Dzień     | Rok  | Miejscowość    | Konkurencja        | Zwyciężczyni  |
| ------- | --------- | ---- | -------------- | ------------------ | ------------- |
| 5.      | 18 lutego | 1998 | Nagano         | Skoki akrobatyczne | Nikki Stone   |
| 9.      | 18 lutego | 2002 | Salt Lake City | Skoki akrobatyczne | Alisa Camplin |
| 10.     | 22 lutego | 2006 | Turyn          | Skoki akrobatyczne | Evelyne Leu   |
| 8.      | 24 lutego | 2010 | Vancouver      | Skoki akrobatyczne | Lydia Lassila |
| 1.      | 14 lutego | 2014 | Soczi          | Skoki akrobatyczne | -             |
| 4.      | 16 lutego | 2018 | Pjongczang     | Skoki akrobatyczne | Hanna Huśkowa |

### Mistrzostwa świata
| Miejsce | Dzień       | Rok  | Miejscowość          | Konkurencja        | Zwyciężczyni     |
| ------- | ----------- | ---- | -------------------- | ------------------ | ---------------- |
| 13.     | 9 lutego    | 1997 | Iizuna               | Skoki akrobatyczne | Kirstie Marshall |
| 10.     | 20 stycznia | 2001 | Whistler             | Skoki akrobatyczne | Veronika Bauer   |
| 12.     | 1 lutego    | 2003 | Deer Valley          | Skoki akrobatyczne | Alisa Camplin    |
| 5.      | 18 marca    | 2005 | Ruka                 | Skoki akrobatyczne | Li Nina          |
| 4.      | 10 marca    | 2007 | Madonna di Campiglio | Skoki akrobatyczne | Li Nina          |
| DNS     | 4 lutego    | 2011 | Deer Valley          | Skoki akrobatyczne | Cheng Shuang     |

### Puchar Świata

#### Miejsca w klasyfikacji generalnej
- sezon 1996/1997: 59.
- sezon 1997/1998: 89.
- sezon 1999/2000: 9.
- sezon 2000/2001: 3.
- sezon 2001/2002: 2.
- sezon 2002/2003: 34.
- sezon 2004/2005: 26.
- sezon 2005/2006: 8.
- sezon 2006/2007: 12.
- sezon 2007/2008: 12.
- sezon 2008/2009: 42.
- sezon 2009/2010: 65.
- sezon 2010/2011: 38.
- sezon 2013/2014: 49.
- sezon 2017/2018: 50.
- sezon 2019/2020: 115.

#### Zwycięstwa w zawodach
1. Whistler Blackcomb – 2 grudnia 2000 (Skoki akrobatyczne)
2. Mont Tremblant – 13 stycznia 2001 (Skoki akrobatyczne)
3. Lake Placid – 20 stycznia 2002 (Skoki akrobatyczne)
4. Whistler – 27 stycznia 2002 (Skoki akrobatyczne)
5. Mount Buller – 9 września 2002 (Skoki akrobatyczne)
6. Apex – 19 marca 2006 (Skoki akrobatyczne)
7. Mont Gabriel – 27 stycznia 2008 (Skoki akrobatyczne)
8. Lake Placid – 18 stycznia 2009 (Skoki akrobatyczne)

#### Miejsca na podium
1. Livigno – 17 marca 2000 (Skoki akrobatyczne) – 2. miejsce
2. Sunday River – 27 stycznia 2001 (Skoki akrobatyczne) – 2. miejsce
3. Himos – 10 marca 2001 (Skoki akrobatyczne) – 3. miejsce
4. Mont Tremblant – 12 stycznia 2002 (Skoki akrobatyczne) – 2. miejsce
5. Mont Tremblant – 13 stycznia 2002 (Skoki akrobatyczne) – 2. miejsce
6. Lake Placid – 17 stycznia 2003 (Skoki akrobatyczne) – 3. miejsce
7. Lake Placid – 19 stycznia 2003 (Skoki akrobatyczne) – 3. miejsce
8. Fernie – 26 stycznia 2003 (Skoki akrobatyczne) – 2. miejsce
9. Lake Placid – 16 stycznia 2005 (Skoki akrobatyczne) – 3. miejsce
10. Mount Buller – 3 września 2005 (Skoki akrobatyczne) – 3. miejsce
11. Mount Buller – 4 września 2005 (Skoki akrobatyczne) – 2. miejsce
12. Deer Valley – 14 stycznia 2006 (Skoki akrobatyczne) – 3. miejsce
13. Špindlerův Mlýn – 5 lutego 2006 (Skoki akrobatyczne) – 2. miejsce
14. Davos – 3 marca 2006 (Skoki akrobatyczne) – 2. miejsce
15. Deer Valley – 11 stycznia 2007 (Skoki akrobatyczne) – 3. miejsce
16. Inawashiro – 17 lutego 2008 (Skoki akrobatyczne) – 2. miejsce
17. Davos – 7 marca 2008 (Skoki akrobatyczne) – 3. miejsce
18. Mont Gabriel – 16 stycznia 2011 (Skoki akrobatyczne) – 2. miejsce
19. Lake Placid – 21 stycznia 2011 (Skoki akrobatyczne) – 2. miejsce
20. Jarosław – 17 stycznia 2021 (Skoki akrobatyczne) – 2. miejsce

- W sumie (8 zwycięstw, 12 drugich i 8 trzecich miejsc).